# (6929) Misto
(6929) Misto est un astéroïde de la ceinture principale.

## Description
(6929) Misto est un astéroïde de la ceinture principale. Il fut découvert le 31 octobre 1994 à Colleverde par Vincenzo Silvano Casulli. Il présente une orbite caractérisée par un demi-grand axe de 2,76 UA, une excentricité de 0,15 et une inclinaison de 10,4° par rapport à l'écliptique.

## Compléments